# مازن القبج
مازن شريف يوسف مصطفى القبج (1936-2001) إعلامي أردني فلسطيني من بلدة عنبتا في محافظة طولكرم، ويحمل الجنسية الأردنية، يعد أكثر المذيعين الذين قدموا ساعات بث في الإذاعة الأردنية.

## حياته
ولد مازن شريف القبج ببلدة عنبتا في محافظة طولكرم بالضفة الغربية عام 1936،  وذلك تزامنًا مع اندلاع شرارة الثورة الفلسطينية الكبرى، ليجد والده شريف القبج معلمًا ثم مديراً للمدرسة، لكن تداعيات نكبة فلسطين عام 1948 دفعت بعائلته للهجرة إلى سورية والإقامة في اللاذقية، ثم لتعود عائلته بعد عامين إلى مدينة طولكرم. أنهى مازن القبج في مدينة طولكرم تعليمه من جامعة خضوري بالمدينة،  ليكتسب مازن من خضوري خبرة عملية في الإعلام وبخاصة الإعلام الزراعي،  ما مكنه ذلك من دخول استوديوهات الإذاعة لأول مرة. كان والده شريف القبج نائبًا في البرلمان الأردني عن مدينة طولكرم عام 1966.
قد يكون الحاج مازن القبج أكثر الاذاعيين شهرة في تاريخ الإذاعة الأردنية، بسبب طبيعة البرامج التي قدمها عبر اثير الإذاعة، التي استقطبت جمهورا واسعا من مختلف الشرائح والاهتمامات، ولذلك لم يكن مفاجئا ان يحصل على جائزة «اليونسكو» عام 1991 عن برنامجه الزراعي الشهير، وهي المرة الأولى التي تقدم فيها تلك الجائزة للافراد، بعد أن كانت تقدم للدول، وقد انتبهت نقابة المهندسين الزراعيين إلى الدور التثقيفي البارز الذي يقوم به هذا الاذاعي المخضرم، في إرشاد الفلاحين والمزارعين ومخاطبتهم باللهجة المحببة لهم، فذهبت إلى منحه شهادة مهندس زراعي فخرية، اعترافا بدوره وتقديرا لحجم حضوره في حياة الفلاحين الأردنيين.

## أعماله
عرف في الإعلام الأردني بـ «الحاج مازن» يعتبر مع إسحق المشيني أول من أطلق الدراما الأردنية من خلال مسلسل مضافة أبو محمود بناء على طلب من وصفي التل الذي كان حينها مديرا للإذاعة الأردنية.
قدم عشرات البرامج الإذاعية والتلفزيونية، أهمها الأرض الطيبة ومضافة الحاج مازن، ويعتبر أكثر من قدم ساعات بث في الإذاعة الأردنية، عرف بفكره الزراعي وعمق معرفته بالعادات الاجتماعية خلال كل برامجه.

### مضافة أبو محمود
مسلسل أردني إذاعي يعتبر الأول في الدراما الأردنية وكان من إعداد مازن القبج وإسحاق المشيني. كان وصفي التل مديرا للإذاعة الأردنية عندما طلب من مازن وإسحق أن يبدؤوا بكتابة مسلسل إذاعي باللهجتين البلقاوية الريفية والفلسطينية الريفية أيضا. وقد اشترك معهما في التمثيل سامي حداد وغالب الحديدي وسهام لطفي (أم محمود) وعبده موسى ونظمية الربضي (فلحة) ونبيل المشيني (محمود).
يتفق المتابعون لمسيرة الدراما الاذاعية الأردنية ان «مضافة ابي محمود» تمثل محطة رائدة واعلانا مبكرا لولادة هذه الدراما وتطورها، ويعود الفضل في ذلك للاذاعي الشهير الذي ظل «الحاج مازن القبج» وزملاؤه من الفنانين الرواد. وهي المضافة التي بدات مع انطلاق الإذاعة الأردنية، وجمعت حولها جمهورا عريضا من الأردنيين، في المدينة والريف والبادية، قبل أن يتحول اسمها إلى «مضافة الحاج مازن»، وتنتقل بعد ذلك من إذاعة إلى التلفزيون.
ربما شكلت تلك المضافة الانطلاقة الحقيقية لنجومية مازن القبج، الذي التحق بالإذاعة عند افتتاحها في العام 1959، وفي شهادته وشهادة زملائه ان فكرة ذلك البرنامج الاذاعي الشهير كانت للرئيس الراحل وصفي التل الذي كان مديرا للإذاعة عندما فتحت المضافة أبوابها.
وجوده في الإذاعة وعلاقته بالفنانين المحترفين وخبرته الدرامية التي اكتسبها من «مضافته» دفعت به إلى خشبة المسرح، ممثلا وكاتبا، وصار عضوا في المسرح الأردني منذ وضع الفنان الراحل هاني صنوبر لبناته الأولى.

## التكريم
حصل على وسامي الاستقلال من الدرجتين الثالثة والثانية، ووسام الكوكب من الدرجة الثانية، ومنذ دخل بوابة الإذاعة ذات يوم بعيد من عام 1959 لم يغادرها الا عند وفاته، ليظل على علاقة يومية مع الجمهور لما يزيد على اربعين عاما، ظل فيها نجما قريبا من قلوب الناس.

## أعماله
- مضافة أبو محمود، مسلسل إذاعي.
- الأرض الطيبة، برنامج زراعي استمر 40 سنة متواصلة.
- مضافة الحاج مازن، برنامج اجتماعي استمر 10 سنوات متواصلة.
- مسلسلة "غنوا معانا"، وهو برنامج تلفزيوني للأطفال كان يعرضه التلفزيون الأردني أصيل كل سبت عـام 1980.

## جوائز وأوسمة
- وسام الاستقلال من الدرجة الثالثة عام 1974.
- وسام الاستقلال من الدرجة الثانية.
- شهادة مهندس زراعي فخري من نقابة المهندسين الأردنيين.
- جائزة التطوير الدولي للاتصالات الريفية من منظمة اليونيسكو.
- وسام الكوكب الأردني من الدرجة الثالثة.[3]

## وفاته
توفي مازن القبج عام 2001.